# Кварфорт, Никлас
Ни́клас О́лссон (швед. Niklas Olsson, род. 7 декабря 1983, Хальмстад), более известный как Ни́клас Ква́рфорт (швед. Niklas Kvarforth), — шведский музыкант, является основателем, композитором и вокалистом депрессивно-суицидальной блэк-метал-группы Shining.

## Музыкальная карьера
Кварфорт основал Shining в качестве мультиинструменталиста, когда ему было всего 12 лет, в 1996 году. Два года спустя группа выпустила свой первый мини-альбом, Submit to Selfdestruction, на котором он играл на гитарах и бас-гитаре, партии вокала тогда исполнял Роберт Айддан. Только когда группа выпустила свой первый альбом Within Deep Dark Chambers, Кварфорт стал вокалистом группы.

## Взгляды и выступления
Кварфорт известен своим экстремальным, а иногда и агрессивным поведением во время живых выступлений, включая драки с участниками других групп и раздачу бритвенных лезвий зрителям в 2007 году. Кварфорта также обвинили в нападении на зрителей и угрозах в их адрес в 2017 году.
Кварфорт также наносил себе увечья на сцене и, по всей видимости, поощряет эту практику. В интервью он часто заявляет, что ненавидит «все, что растет». Неясно, являются ли его заявления, высказанные журналистам, серьёзными или он просто шутит. Многие фанаты считают, что Кварфорт презирает журналистов и репортёров и намеренно издевается над ними. Сам Кварфорт не подтверждал и не отрицал этого публично, но последовательно выражал свою ненависть к другим людям, к себе, различным странам и самой жизни.

## Дискография

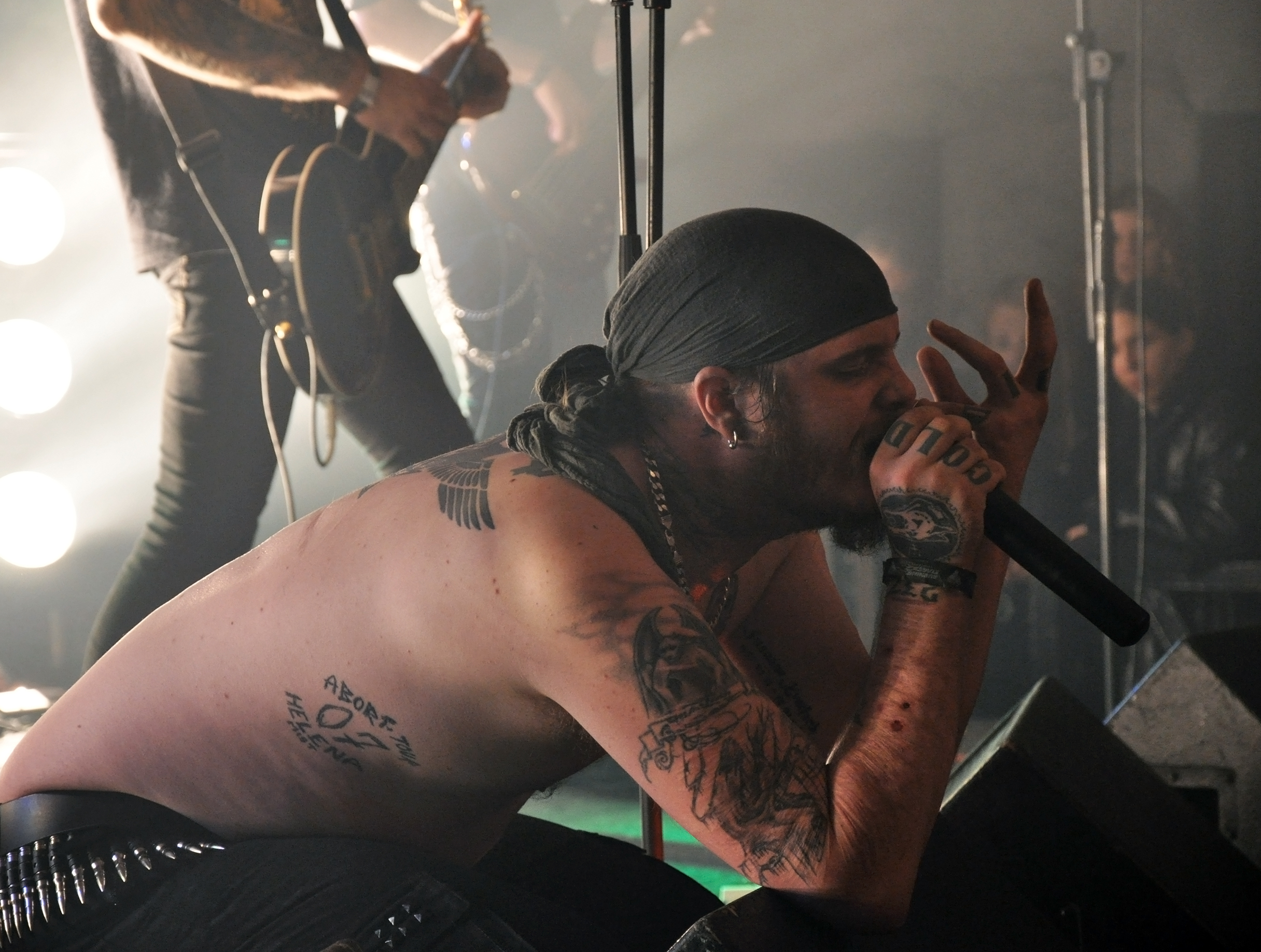
Кварфорт в 2011 году

### Shining
- Within Deep Dark Chambers (2000)
- Livets ändhållplats (2001)
- III: Angst, självdestruktivitetens emissarie (2002)
- IV: The Eerie Cold (2005)
- V: Halmstad (2007)
- VI: Klagopsalmer (2009)
- VII: Född förlorare (2011)
- Redefining Darkness (2012)
- IX: Everyone, Everything, Everywhere, Ends (2015)
- X: Varg Utan Flock (2018)

### Skitliv
- Amfetamin (MCD) (2008)
- Skandinavisk Misantropi (2009)

### Diabolicum
- Hail Terror (2005)

### Den Saakaldte
- Øl, mørke og depresjon (2008)
- All Hail Pessimism (2009)

### Funeral Dirge
- The Silence Ebony (1999)

### Bethlehem
- A Sacrificial Offering to the Kingdom of Heaven in a Cracked Dog’s Ear (2009)
- Stönkfitzchen (2010)

### Manes
- Solve et Coagula (2009)

### The Sarcophagus
- Towards the Eternal Chaos (2009)

### Anaal Nathrakh
- Desideratum (2014)

### The Vision Bleak
- Set Sail to Mystery (2010)